# Dasysternum colluta
Dasysternum colluta är en fjärilsart som beskrevs av Max Wilhelm Karl Draudt 1934. Dasysternum colluta ingår i släktet Dasysternum och familjen nattflyn. Inga underarter finns listade i Catalogue of Life.